# Yeprem Khan
Yeprem Khan Davidian (en arménien : Եփրեմ Խան, Եփրեմ Դավթյան, en persan : یپرم;خان داویدیان, nom de naissance en russe : Епре́м Давы́дович Давтя́н, Yeprem Davydovitch Davtian), également nommé Yefrem Khan ou Éphraïm Khan, né en 1868 à Barsoum dans le gouvernement d'Elisavetpol (Empire russe, aujourd'hui en Azerbaïdjan) et mort le 19 mai 1912, est un révolutionnaire arménien et nationaliste iranien qui constitue une figure importante de l'histoire des Arméniens de Perse au tournant du siècle.
Membre de la Fédération révolutionnaire arménienne, il s'engage dans la révolution constitutionnelle persane et s'empare, avec ses troupes, de Qom puis de Téhéran. Il est ensuite nommé maréchal, dirigeant de l'armée et chef de la police de Téhéran par le Parlement persan. Il meurt au combat à Hamadan.

## Biographie
Né dans un village du gouvernement d'Elisavetpol, il participe dans sa jeunesse à des groupements d'Arméniens hostiles aux répressions et massacres de l'Empire ottoman à l'encontre de ses compatriotes. Il est arrêté par des Cosaques russes pour troubles en septembre 1890 et exilé en Sibérie. Il s'échappe en 1896 et gagne Tabriz en Perse, où vit une importante minorité d'Arméniens au sein de la majorité de la population d'origine azérie (peuple turcique chiite). Il fait alors partie de la Fédération révolutionnaire arménienne qui combat la domination ottomane (il rejoint le parti en 1896).
Il participe activement au mouvement constitutionnel qui bouleverse la Perse en 1905-1911 et aboutit à une monarchie constitutionnelle. Il soutient Sattar Khan et d'autres chefs constitutionnalistes contre le chah Mohammad Ali Qadjar qui passait la plupart de son temps sur la Côte d'Azur, plutôt que de s'intéresser aux réformes de son pays, l'un des plus pauvres et arriérés de cette région. Le chah n'est pas atteint par la bombe qui est lancée par un révolutionnaire contre son automobile en février 1908, mais il dissout le nouveau parlement en juillet 1908 et fait emprisonner le premier ministre et un certain nombre de constitutionnalistes. La révolte gronde dans les provinces du nord-ouest (Azerbaïdjan persan) et du bord de la Caspienne, en majorité turciques, tandis que l'Empire britannique et l'Empire russe - qui s'affrontent dans le Grand Jeu - s'impliquent en armant différentes factions révolutionnaires et en mettant sous leur influence le gouvernement et le parlement, ce qui aboutit à des combats de rue contre les forces royales, notamment à Tabriz.
En octobre 1908, Yeprem Khan fonde à Tabriz et à Racht un comité secret dénommé comité Sattar, en l'honneur de Sattar Khan, qui se met en rapport avec la Fédération révolutionnaire arménienne et les sociaux-démocrates du Caucase. Il prend d'assaut Racht avec seulement trente-cinq Géorgiens et une vingtaine d'Arméniens de Bakou. Quelque temps plus tard, il hisse le drapeau rouge de la Fédération révolutionnaire arménienne sur l'hôtel de ville du port d'Anzali, au bord de la Caspienne. Des troupes d'hommes armés se joignent à lui, commandées par Mohammad-Vali Khan (Sepahsalar Tonekaboni), grand propriétaire terrien et ancien commandant de l'armée qadjare. Les troupes de Yeprem Khan marchent sur Téhéran afin d'appuyer militairement le mouvement constitutionnaliste.
Les « combattants de la liberté », comme ils se nomment eux-mêmes, s'emparent de Qom le 8 juillet 1909 en venant du sud-ouest. La route est libre en direction de Téhéran. Des combats de rue voient s'affronter dans la capitale les troupes des constitutionnalistes (dont une grande partie est constituée d'Arméniens) contre celles des brigades cosaques fidèles au chah. Mohammad Ali Qadjar s'enfuit de son palais, le 16 juillet 1909, et se réfugie à la légation de Russie. Le même jour, le parlement réuni en session extraordinaire, nomme son fils Ahmad Qadjar (1897-1930) comme nouveau souverain. Le 10 septembre son père, l'ancien chah Mohammad Ali, quitte la légation russe pour l'exil à Odessa avec une rente annuelle.
En novembre 1909, Yeprem Khan est nommé par le Parlement chef de la police de Téhéran et commandant des forces armées du gouvernement provisoire. Il est nommé sardar (ce qui équivaut à maréchal).
Il est tué au cours de combats qui ont lieu près d'Hamadan à Sourdji. Il est enterré à Téhéran dans la cour de l'école arménienne qui porte son nom. On le surnomme parfois le « Danton de l'Orient ».